# Missionarie di Cristo
Le Missionarie di Cristo (in portoghese Missionárias de Cristo; sigla C.M.C.) sono un istituto religioso femminile di diritto pontificio.

## Storia
Nel 1939 quattro monache orsoline di Innsbruck accettarono l'invito dell'abate benedettino Pietro Roeser a stabilirsi in Brasile per assumere la direzione della "Casa da Criança Nossa Senhora do Desterro", da lui fondata a Jundiaí.
L'anno seguente l'arcivescovo di São Paulo, José Gaspar d'Afonseca e Silva, visitò Jundiaí ed espresse all'abate Roeser il desiderio di organizzare una comunità di religiose dedita all'assistenza alle popolazioni rurali abbandonate: le orsoline presero il nome di "oblate regolari di Sant'Orsola" e il 19 marzo 1940 iniziarono a condurre vita comune.
Nel 1947 le orsoline rientrarono in patria e lasciarono in Brasile le missionarie rurali da loro formate, che intanto avevano mutato il nome in "missionarie di Sant'Orsola" e poi in "missionarie di Cristo". La comunità fu canonicamente eretta in congregazione religiosa l'11 agosto 1949.

## Attività e diffusione
Le suore si dedicano alla catechesi e all'assistenza rurale.
Oltre chi in Brasile, sono presenti in Italia; la sede generalizia è a Jundiaí.
Alla fine del 2015 l'istituto contava 42 religiose in 8 case.